# Wilhelm Henkel
Wilhelm Henkel (ur. 14 czerwca 1909, zm. 28 maja 1947 w Landsberg am Lech) – zbrodniarz hitlerowski, lekarz SS w obozie koncentracyjnym Mauthausen-Gusen oraz SS-Hauptsturmführer.

## ŻYciorys
Doktor medycyny, członek NSDAP i SS. W latach 1941–1943 był dentystą w Mauthausen, gdzie brał udział w zbrodniach popełnianych na więźniach obozu. Następnie służył w 3 Dywizji SS-Totenkopf i 11 Dywizji SS "Nordland". Po wojnie zasiadł na ławie oskarżonych w procesie załogi Mauthausen-Gusen (US vs. Johann Altfuldisch i inni) i został skazany przez amerykański Trybunał Wojskowy 13 maja 1947 na karę śmierci. Henkel został powieszony w więzieniu Landsberg 28 maja 1947.